# Thrinchostoma bequaerti
Thrinchostoma bequaerti är en biart som beskrevs av Blüthgen 1930. Thrinchostoma bequaerti ingår i släktet Thrinchostoma och familjen vägbin. Inga underarter finns listade i Catalogue of Life.